# Escualosa
Escualosa là một chi cá biển trong họ cá mòi Clupeidae thuộc Bộ Cá trích (Clupeiformes). Các loài trong chi này có phan bố ở vùng biển châu Á. Hiện hành chi cá này gồm 2 loài đã được mô tả:

## Các loài
- Escualosa elongata Wongratana, 1983 (tên tiếng Anh là: Slender white sardine) được phát hiện tại Vịnh Thái Lan
- Escualosa thoracata (Valenciennes, 1847) là loài cá mai (White sardine) một loài cá đặc sản ở Việt Nam, chúng là nguyên liệu cho món gỏi cá mai trứ danh.